# 拉洛西利亚
拉洛西利亚，是西班牙卡斯蒂利亚-莱昂索里亚省的一个市镇。总面积8平方公里，总人口18人（2001年），人口密度2人/平方公里。